# Mads Emil Madsen
Mads Emil Madsen (Aarhus, 14 gennaio 1998) è un calciatore danese, centrocampista dell'Aarhus.

## Caratteristiche tecniche
È un centrocampista centrale.

## Carriera

### Club
Cresciuto nel Silkeborg, ha debuttato in prima squadra il 10 dicembre 2016 disputando l'incontro di Superligaen pareggiato 1-1 contro il Lyngby.

### Nazionale
Ha giocato nelle nazionali giovanili danesi Under-18, Under-19 ed Under-21.

## Statistiche
Statistiche aggiornate al 29 febbraio 2020.

### Presenze e reti nei club
| Stagione        | Squadra         | Campionato      | Campionato | Campionato | Coppe nazionali | Coppe nazionali | Coppe nazionali | Coppe continentali | Coppe continentali | Coppe continentali | Altre coppe | Altre coppe | Altre coppe | Totale | Totale | Totale |
| Stagione        | Squadra         | Comp            | Pres       | Reti       | Comp            | Pres            | Reti            | Comp               | Pres               | Reti               | Comp        | Pres        | Reti        | Pres   | Reti   |        |
| --------------- | --------------- | --------------- | ---------- | ---------- | --------------- | --------------- | --------------- | ------------------ | ------------------ | ------------------ | ----------- | ----------- | ----------- | ------ | ------ | ------ |
| Silkeborg       | 2016-2017       | SL              | 2+1        | 0          | CD              | 0               | 0               |                    | -                  | -                  |             | -           | -           | 2      | 0      |        |
| Silkeborg       | 2017-2018       | SL              | 2          | 0          | CD              | 1               | 0               |                    | -                  | -                  |             | -           | -           | 3      | 0      |        |
| Silkeborg       | 2018-2019       | 1D              | 28         | 1          | CD              | 0               | 0               |                    | -                  | -                  |             | -           | -           | 28     | 1      |        |
| Silkeborg       | 2019-2020       | SL              | 22         | 0          | CD              | 0               | 0               |                    | -                  | -                  |             | -           | -           | 22     | 0      |        |
| Totale carriera | Totale carriera | Totale carriera | 55         | 1          |                 | 1               | 0               |                    | -                  | -                  |             | -           | -           | 56     | 1      |        |

## Palmarès

### Club

#### Competizioni nazionali
- 1. Division: 1

Silkeborg: 2018-2019